# Реєстраційний номер облікової картки платника податків

Довідка про присвоєння ідентифікаційного номера

Реєстраційний номер облікової картки платника податків або РНОКПП (ІПН) — десятицифровий номер для платників податків з Державного реєстру фізичних осіб України (ДРФО), який надається фізичним особам та закріплюється за ними протягом усього їхнього життя.
РНОКПП зазначається в пластиковому паспорті громадянина України, свідоцтві про народження та додатку "Дія". Також існує окрема довідка про присвоєння ідентифікаційного коду у паперовому вигляді, що не є обов’язковою.

## Використання
Фізична особа, що має об'єкти оподаткування чи обов'язки зі сплати податків й інших обов'язкових платежів, має зареєструватися у Державному реєстрі фізичних осіб і отримати реєстраційний номер облікової картки. Він є обов'язковим для використання підприємствами, установами, організаціями всіх форм власності, включаючи установи Національного банку України, комерційні банки та інші фінансово-кредитні установи в разі виплати доходів, з яких утримуються податки та інші обов'язкові платежі, укладення цивільно-правових угод, предметом яких є об'єкти оподаткування та щодо яких виникають обов'язки сплати платежів, відкриття рахунків в установах банків. Обов'язкове використання реєстраційного номера облікової картки необхідне фізичній особі, якщо вона є засновником юридичної особи, а також, при оформленні податкового кредиту.

## Історія
З моменту впровадження ДРФО у 1994 році мав назву «індивідуальний ідентифікаційний номер». З 2012 року набув чинності Податковий кодекс України, у якому використовується термін реєстраційний номер облікової картки платника податків (РНОКПП).
З 2020 року РНОКПП став доступний для перегляду у додатку Дія.

## Присвоєння номера
Внесення громадян у ДРФО і отримання реєстраційного номера облікової картки, тобто реєстрація фізичних осіб-платників податків й інших обов'язкових платежів, здійснюється органами державної податкової служби за місцем постійного проживання платників. Підставою для такої реєстрації є облікова картка за формою № 1ДР, яка має бути підписана власне особою та подана до органу державної податкової служби за Інструкцією про порядок і умови передачі державним податковим інспекціям інформації для реєстрації фізичних осіб у державному реєстрі фізичних осіб — платників податків та інших обов'язкових платежів.
Для реєстрації у ДРФО громадянин України пред'являє до податкового органу за місцем проживання паспорт або паспортний документ, що містить необхідні відомості, а саме:
- прізвище, ім'я, по батькові;
- дату народження;
- місце народження та місце проживання (країна, область, район, населений пункт),

та заповнює облікову картку за формою № 1ДР, яку можна безкоштовно отримати у державних податкових інспекціях і в електронному вигляді на сайті Державної податкової адміністрації України.
Отримання реєстраційного номера облікової картки здійснюється Державною податковою адміністрацією України у двотижневий термін від дня подання форми № 1ДР.
Після реєстрації в ДРФО особа отримує в органі державної податкової служби документ з реєстраційним номером облікової картки. До 21 лютого 2002 року таким документом була довідка про присвоєння ідентифікаційного номера фізичної особи — платника податків, а після — картка фізичної особи — платника податків на паперовому носії. Довідка про присвоєння ідентифікаційного номера вважається такою, що має силу картки фізичної особи — платника податків.
Картки неповнолітніх громадян, незалежно від віку, видаються одному з батьків при наявності свідоцтва про народження дитини та особистого паспорта громадянина України одного з батьків або його паспортного документа з визначеним місцем проживання і відміткою про реєстрацію дитини. У виняткових ситуаціях (хвороба, відпустка, відрядження, перебування в іншому регіоні країни тощо) за бажанням громадянина можлива видача картки іншій особі при наявності особистого паспорта цієї особи або її паспортного документа, паспорта громадянина, для якого здійснюється видача, або його паспортного документа чи ксерокопії цього паспорта або паспортного документа (з чітким зображенням) та нотаріально засвідченого доручення на отримання картки.
Фізична особа у разі зміни своїх реєстраційних даних (прізвища, імені, по батькові або адреси проживання) зобов'язана в місячний термін подати інформацію про це до підрозділу з ведення Державного реєстру органу державної податкової служби за місцем свого постійного проживання.

### Присвоєння номера іноземцям
Іноземні громадяни реєструються і отримують картку в державних податкових адміністраціях в Автономній Республіці Крим, областях, містах Києві та Севастополі при поданні паспортного документа.

## Відмова від присвоєння номера
Фізична особа - платник податків незалежно від віку, яка не включена до Державного реєстру, зобов'язана подати відповідному контролюючому органу облікову картку фізичної особи — платника податків, яка є водночас заявою для реєстрації в Державному реєстрі.
Облік осіб, які через свої релігійні переконання відмовляються від прийняття реєстраційного номера облікової картки платника податків, ведеться в окремому реєстрі Державного реєстру за прізвищем, ім'ям, по батькові і серією та номером чинного паспорта без використання реєстраційного номера облікової картки.

## Структура номера
Реєстраційний номер облікової картки платника податків складається з десяти цифр.
- Перші п'ять цифр кодують дату народження власника номера — зазвичай, це п'ятизначне число є кількістю днів від 31 грудня 1899 року до дати народження особи. Однак, якщо однакову дату народження мають більше 5000 чоловіків (або 5000 жінок)[9], то в деяких із них перші п'ять цифр будуть іншими. Наприклад, для дати народження 1 січня 1947 року реєстраційний номер може починатися як із цифри «1», так і з цифри «8»[10][11][12].
- Наступні 4 цифри (частково включаючи передостанню) позначають порядковий номер людини, що народилася в цей день[9] (тобто номер облікової картки № 1ДР[8]).
- У передостанній цифрі закодовано стать власника[9]:
  - якщо цифра непарна, стать — чоловіча
  - якщо парна — жіноча.
- Десята цифра — контрольна. Алгоритм для її розрахунку такий[13] (вважатимемо, що код має вигляд АБВГҐДЕЄЖЗ):
  - Розраховуємо контрольну суму Х = А*(-1) + Б*5 + В*7 + Г*9 + Ґ*4 + Д*6 + Е*10 + Є*5 + Ж*7
  - Остача від ділення контрольної суми на одинадцять буде контрольним числом: Кч = Х - (11 * ціла частина від (Х/11)) (для Microsoft Excel виглядає наступним чином =X-ROUND(X/11; 0)*11) або =ОСТАТ(X;11), для англомовних версій та OpenOffice/LibreOffice Calc  =MOD(X;11)).
  - Контрольне число може мати значення від нуля до десяти. У разі залишку 10 старша одиниця відкидається. Контрольною цифрою буде остання цифра контрольного числа (тобто, контрольне число за модулем 10):
  - З = (Х%11)%10 або З = MOD(MOD(X;11);10).

Код VBA-функції для перевірки контрольної цифри в РНОКПП:
Function CalculateControlDigit(ByVal id As String) As Integer
   ' Коефіцієнти для обчислення контрольної суми
   Dim weights As Variant
   weights = Array(-1, 5, 7, 9, 4, 6, 10, 5, 7)
   Dim sum As Long
   Dim ControlDigit As Long
   Dim i As Integer
   ' Обчислення контрольної суми
   For i = 0 To 8
       sum = sum + Mid(id, i + 1, 1) * weights(i)
   Next i
   ' Контрольна цифра (остання цифра)
   ControlDigit = sum Mod 11
   If ControlDigit = 10 Then
       ControlDigit = 0 ' Якщо остача 10, ставимо 0
   End If
   CalculateControlDigit = ControlDigit
End Function

## Цікаві факти
- Часто замість терміну РНОКПП (а раніше — замість терміну ідентифікаційний номер) помилково вживається термін «індивідуальний податковий номер» (або «ІПН»), приклад цього можна побачити на порталі державних послуг iGov[14].
- Колишній заступник міністра МВС Володимир Петрович Хоменко мав два різні ідентифікаційні номери: перший податковий номер він отримав, працюючи начальником податкової міліції Чернівецької області. Цей податковий номер був йому призначений за помилковою датою народження. Але через 2 роки Хоменко, працюючи першим заступником голови Державної податкової адміністрації — начальником податкової міліції Автономної Республіки Крим отримав другий ідентифікаційний податковий номер, вже «за правильною» датою народження[15].
- Колишній перший віцепрем'єр-міністр України Сергій Арбузов відмовився від ідентифікаційного коду за «релігійними переконаннями»[16].
- Номери близнюків не послідовні (як можна було б очікувати[джерело?]):
— дві дівчинки: [ХХХХХ 00740] та [ХХХХХ 00762]
— хлопчик і дівчинка: [ХХХХХ 00653] та [ХХХХХ 00402]
Літерами «ХХХХХ» замінено перші п'ять цифр номера (у кожній парі вони зазвичай однакові й позначають дату народження).
- Ідентифікаційний номер слугує особовим  номером військовослужбовця Збройних Сил України і гравірується на його ідентифікаційному жетоні[17].